# فوبي (قمر)
فويْب (بالإنجليزية: Phoebe)‏ هو قمر غير نظامي لزحل. اكتشف على يد وليام هنري بيكرينغ (William Henry Pickering) يوم 17 أذار (مارس) 1899 من لوحات الصور الفوتوغرافية التي تم اتخاذها اعتباراً من يوم 16 آب (أغسطس) 1898 في أريكيبا، بيرو بواسطة دليسلي ستيوارت (DeLisle Stewart). وهو أول قمر اكتشف فوتوغرافياً.
كان فوبي الهدف الأول للمسبار كاسيني هويجنز في رحلته إلى زحل سنة 2004 ولذلك تم دراسته بشكل جيد على نحو غير عادي بالنسبة إلى قمر بحجمه. وقد أختير مسار كاسيني ووقت وصوله بشكل دقيق من أجل إمكانية التحليق حول فويب.

## التسمية
اسم هذا القمر فويب مشتق من الميثولوجيا اليونانية وهو أحد الجبابرة اليونان. كما يعرف أيضا باسم زحل التاسع. وقد سمى الإتحاد الفلكي الدولي 24 اسم لحفر متواجد على سطح فويب كما يظهر في الشكل أدناه وهي (Acastus, Admetus, Amphion, Butes, Calais, Canthus, Clytius, Erginus, Euphemus, Eurydamas, Eurytion, Eurytus, Hylas, Idmon, Iphitus, Jason, Mopsus, Nauplius, Oileus, Peleus, Phlias, Talaus, Telamon, and Zetes

## مميزات المدار
اعتبر فويب لمدة أكثر من 100 عام بأنه القمر الأبعد عن زحل حتى سنة 2000 عند اكتشاف أقمار صغيرة. إن المسافة بين زحل وفويب تساوي 4 أضعاف المسافة بين زحل ولابيتوس القمر الأقرب لفويب. وهو أكبر بكثير من أي قمر يدور على مدارات قريبة منه.
تعتبر جميع مدارات أقمار زحل وحتى لابيتوس تدور في شكل مواز لخط استواء زحل. بينما الأقمار الخارجية الغير نظامية لها شذوذ مركزي عالي، ومن غير المتوقع أن تدور بشكل متزامن مع أقمار زحل الداخلية (باستثناء هيبريون).

## الخواص الفيزيائية
إن فوبي ذو سطح بيضوي خشن يبلغ قطره 220 كيلومتر ويعادل تقريبا 1\15 من قطر الأرض. ويدور حول محوره كل 9 ساعات. ويتك دورة فلكية كاملة حول زحل كل 18 شهر تقريبا وتبلغ درجة حرارة سطحة حوالي 75 K أي -198 درجة مئوية.
إن درجة البياض لفويب قليلة جدا وتساوي 0.06 وهي نفس قيمة البياض لعوادم الغازات. كما أن سطح فويب مشوه إلى حد كبير نتيجة كثرة الحفر حوالي 80 كيلو متر من سطحه ويبلغ ارتفاع جدران إحدى هذه الحفر 16 كم.
إن اللون المعتم لفويب جعل العلماء أن يظنوا أنه كان كويكب تم اسره في مدار زحل بسبب التشابه الطبقة الكربونية السوداء ويعتقد أن المواد الصلبة الأصلية تشكلت في سديم الشمس مع بعض التعديلات الطفيفة من ذلك الوقت.
مع ذلك تشير الصور الملتقطة غبر المسبار كاسيني إلا وجود تغيرات في السطوع في أماكن الحفر، وهو ما يشير إلى وجود كميات من الجليد تحت الطبقة السطحية على عمق من 300-500 متر. بالإضافة إلى ذلك، توجد كميات من غاز ثاني أكسيد الكربون وقد تم الكشف عنها على السطح. فمن المقدر أن فيبي يتكون من حوالي 50 ٪ صخور، في مقابل نسبة 35 ٪ أو نحو ذلك لأقمار زحل الداخلية. لهذه الأسباب، يعتقد العلماء بأن فيبي هو في الواقع كويكب أصبح ضمن مدار زحل، وهو واحد من كويكبات حزام كويبر الجليدية التي تدور حول الشمس وبين كوكب المشتري ونبتون.

## تحليق المسبارات
أول تحليق كان للمسبار فوياجر 2 سنة 1981 ولكته كان على مسافة 2.2 جيجامتر مما جعل النتائج غير دقيقة ولم يستطيع العلماء معرفة الكثير حول القمر من الصور الملتقطة عبر هذا المسبار بسبب انخفاض الدقة.
حلق المسبار كاسيني في 11 حزيران 2004 على ارتفاع 2068 كيلومتر من فويب وتم الحصول على العديد من الصور عالية الدقة لسطحه والحفر والنتوءات التضريسية على سطحه. وكان الحصول على دقة عالية للصور بسبب الحظ حيث كان فويب في أفضل موقع من مداره أثناء عبور كاسيني والتقاط الصور. بالإضافة إلى طبيعة الدوران حول محوره السريع (حوالي 9 ساعات) مما مكن كاسيني من مسح كامل تضاريس القمر ورسم خريطة كاملة له.

## حلقة فويب
حلقة فيبي هي واحد من حلقات كوكب زحل. هذا الحلقة مائلة 27 درجة من خط استواء كوكب زحل. فهي تمتد من ما لا يقل عن 128 حتي 207 ضعف من قطر زحل.